# Go First
Go First (ehemals GoAir) war eine indische Billigfluggesellschaft mit Sitz in Mumbai und Basis auf dem Flughafen Mumbai.

## Geschichte
GoAir wurde im Jahr 2004 durch die Wadia Group gegründet und nahm am 30. Oktober 2005 den Flugbetrieb auf, der Linienflugbetrieb wurde am 4. November desselben Jahres aufgenommen. Die Fluggesellschaft betreibt, wie für Billigfluggesellschaften üblich, eine einheitliche Flotte, welche in diesem Fall aus Airbus A320-200 besteht.
Als eine Sparmaßnahme kündigte im Juli 2013 der damalige CEO de Roni an, in Zukunft nur noch weibliches Kabinenpersonal einzustellen, da Frauen circa 20 kg leichter als Männer sind und dadurch etwa 300.000 GBP an Kerosin eingespart werden könnten.
Von Juni 2011 bis zum 31. März 2015 war der Italiener Giorgio De Roni CEO, bis er aus Gesundheitsgründen ausschied. Sein Nachfolger wurde zum 15. Juni 2015 der Österreicher Wolfgang Prock-Schauer, der von Juni 2003 bis zum 15. Oktober 2009 CEO der ebenfalls in Mumbai beheimateten indischen Fluggesellschaft Jet Airways und von Januar 2013 bis November 2014 Nachfolger Hartmut Mehdorns als CEO von Air Berlin war.
Im Mai 2021 benannte sich die Fluggesellschaft in Go First um.
Die Fluggesellschaft beantragte am 2. Mai 2023 Insolvenz. Der Flugbetrieb wurde vorläufig eingestellt, soll aber am 13. Juni 2023 wieder aufgenommen werden. Als Auslöser wurden die Probleme mit den Triebwerken von Pratt & Whitney ihrer Airbus 320-Flugzeuge angegeben, Nach Firmenangaben ist rund die Hälfte der Flotte unbrauchbar und ein wirtschaftlicher Betrieb dadurch unmöglich. Die Fluggesellschaft hat den Triebwerkshersteller auf rund eine Milliarde Dollar verklagt.
Im September 2023 zog die IATA den Bezeichnungscode G8 der Fluggesellschaft zurück.

## Flugziele
GoAir bediente von ihren Basen in Mumbai und Neu-Delhi aus diverse indische Inlandsrouten sowie internationale Ziele im asiatischen Raum, wie Phuket.

## Flotte
Mit Stand Mai 2023 bestand die Flotte der GoAir aus 55 Flugzeugen mit einem Durchschnittsalter von 4,8 Jahren (alle inaktiv):
| Flugzeugtyp     | Anzahl | bestellt | Anmerkungen                  | Sitzplätze |
| --------------- | ------ | -------- | ---------------------------- | ---------- |
| Airbus A320-200 | 05     |          | 7 mit Sharklets ausgestattet | 180        |
| Airbus A320neo  | 50     | 6        | Auslieferung seit Juni 2016  | 186        |
| Gesamt          | 50     | 6        |                              |            |

## Filmische Rezeption
In dem Film The Age of Stupid werden einzelne Ausschnitte und Interviews aus der Zeit der Gründung der Airline gezeigt.